# Feketenyakú hattyú

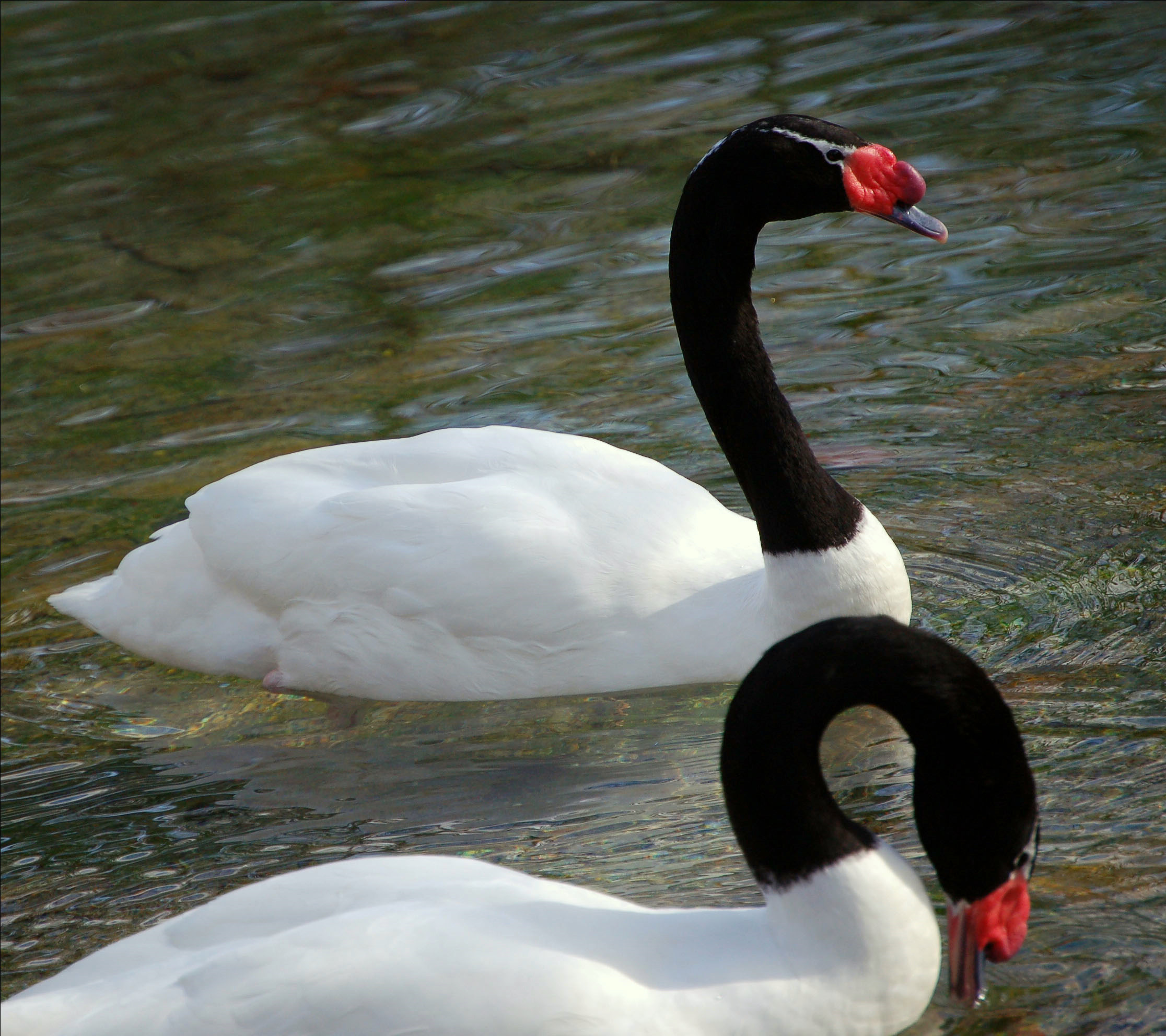
Feketenyakú hattyú pár

A feketenyakú hattyú (Cygnus melancoryphus) a madarak osztályának a lúdalakúak (Anseriformes) rendjébe, ezen belül a récefélék (Anatidae) családjába tartozó faj.

## Előfordulása
Dél-Amerika déli területein költ Chile déli részétől délre Patagónián át egészen a Tűzföldig és a Falkland-szigeteken.
A költési időszak után télre északabbra vonul, Uruguayba, Paraguayba, Argentína északi részére és Brazília délkeleti területeire.
Lapos partú és feltöltődő szélű tavakon, mocsarakban, lagúnákban és tengerparton él.

## Megjelenése
Hossza 110-140 centiméter, testtömege 3,5-6,5 kilogramm. A tojó jóval kisebb a hímnél. A testméreten kívül azonban - mint az a lúdformáknál általános - nincs nemi kétalakúság a fajnál. Néhány öreg hím kifejezetten nagy bütyköket növeszt, erről könnyű őket megkülönböztetni a tojóktól.
Feje, nyaka és csőre fekete, háta, hasa, szárny és farka fehér. Könnyen felismerhető madár. Arca és a csőrén lévő bütyök vörös. Széles, hússzínű úszóhártyás lába van.
A fiatal madarak feje és nyaka világosabb színű, inkább barnás. Tollazatuk többi része szürkés. Bütykük még kicsi, csak a harmadik életévükre fejlődik ki teljesen. Második évükre tollazatuk már fehér.

## Életmódja
Sokféle vizes élőhelyen előfordulhat, de leginkább a pamparégiókban levő mocsarakat és nagyobb tavakat kedveli. Ezekben ugyanis bőséges vízinövényzet található, amely a fő tápláléka. Hínárokat és algákat fogyaszt elsődlegesen, melyeket hosszú nyaka segítségével - olykor a vízben fejreállva - egészen mélyről is fel tud hoznia felszínre.
Állati eredetű dolgokat - például rovarokat, férgeket, kagylókat, apró kétéltűeket és halakat - csak kiegészítésképp fogyaszt.

## Szaporodása
Mint a hattyúk mindegyike, ez a faj is monogám, hosszú távú párkapcsolatban él.
Szaporodási időszaka júliusban kezdődik, a déli félteke tavaszi időszakának a kezdetén és egészen novemberig eltarthat.
Sekély tavak, nádasainak szélén, nádszálakból és gyékényből rakott kupacra rakja 3-8 tojását. A tojásokon a nőstény kotlik, mintegy öt hétig. Ezalatt a hím őrködik biztonsága felett.
Szürke pehelyruhás fiókái fészekhagyók. Szüleik gyakran a hátukon hordozzák őket. A fiatal hattyúk csak mintegy három hónappal kikelésük után érik el röpképességüket.

## Állatkertekben
Magyarországon a Veszprémi Állatkertben és a Nyíregyházi Állatparkban tartanak feketenyakú hattyúkat.

## Képek

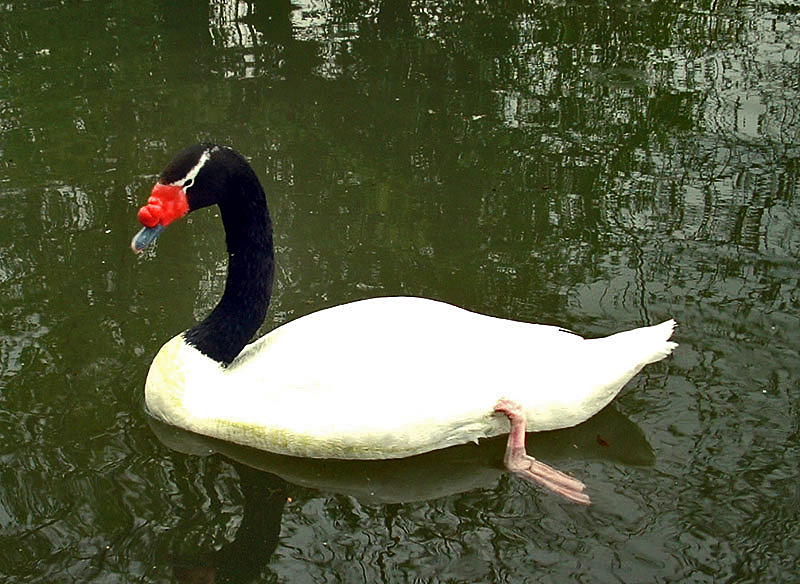
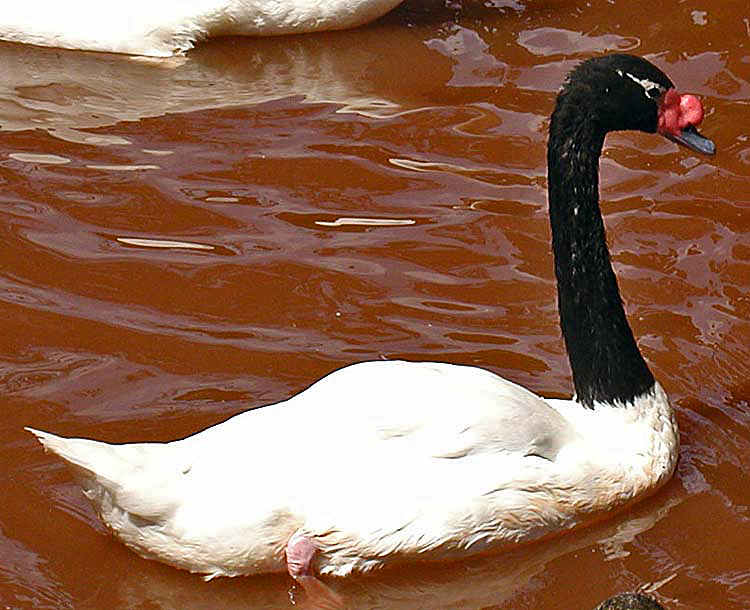
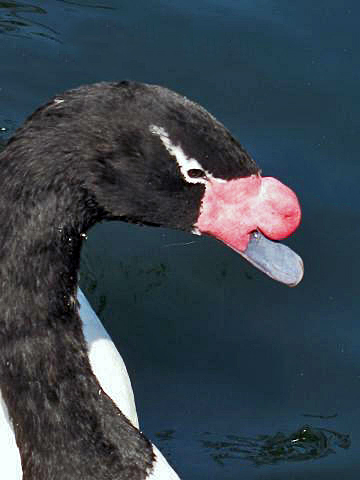
Portré
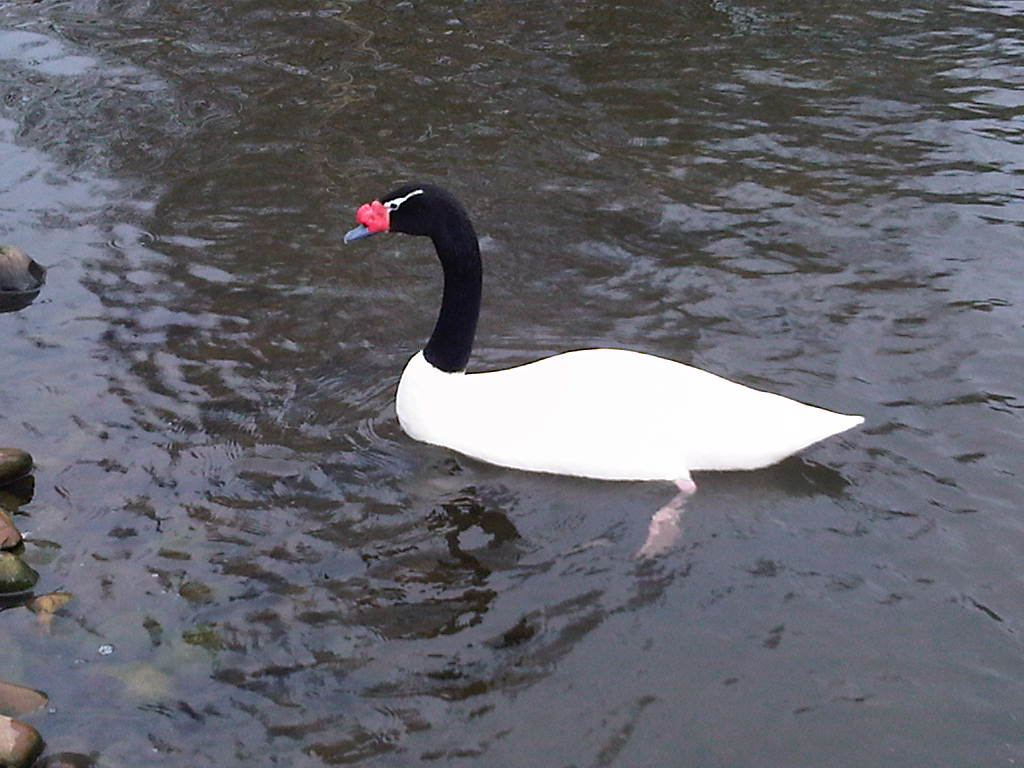
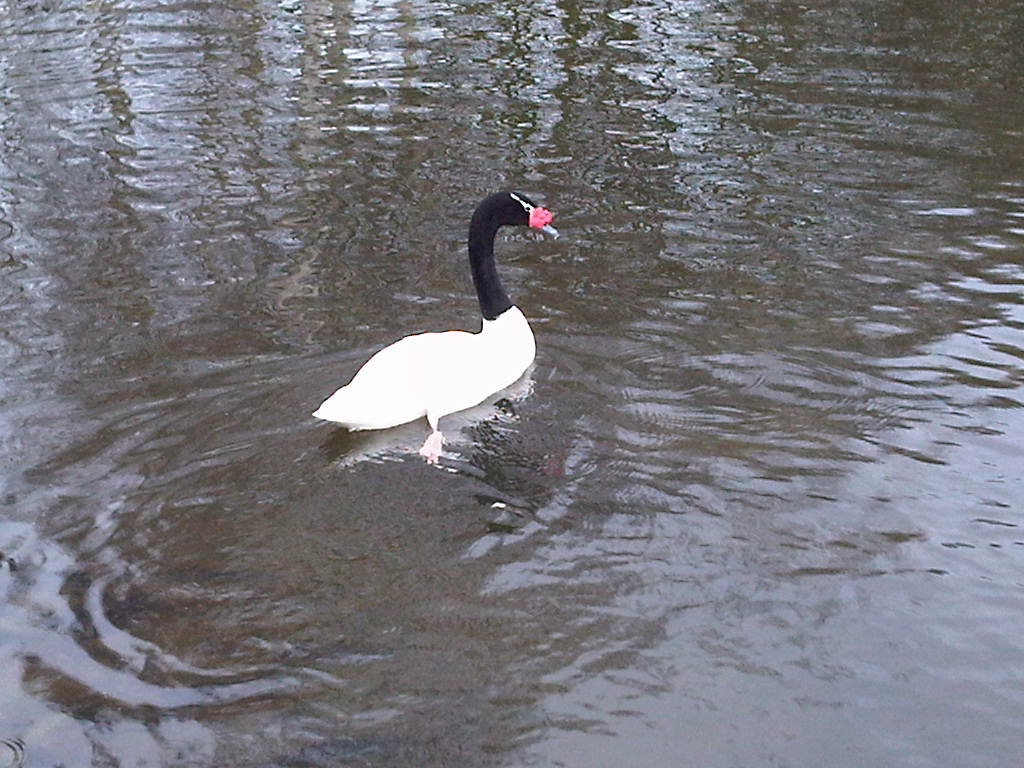
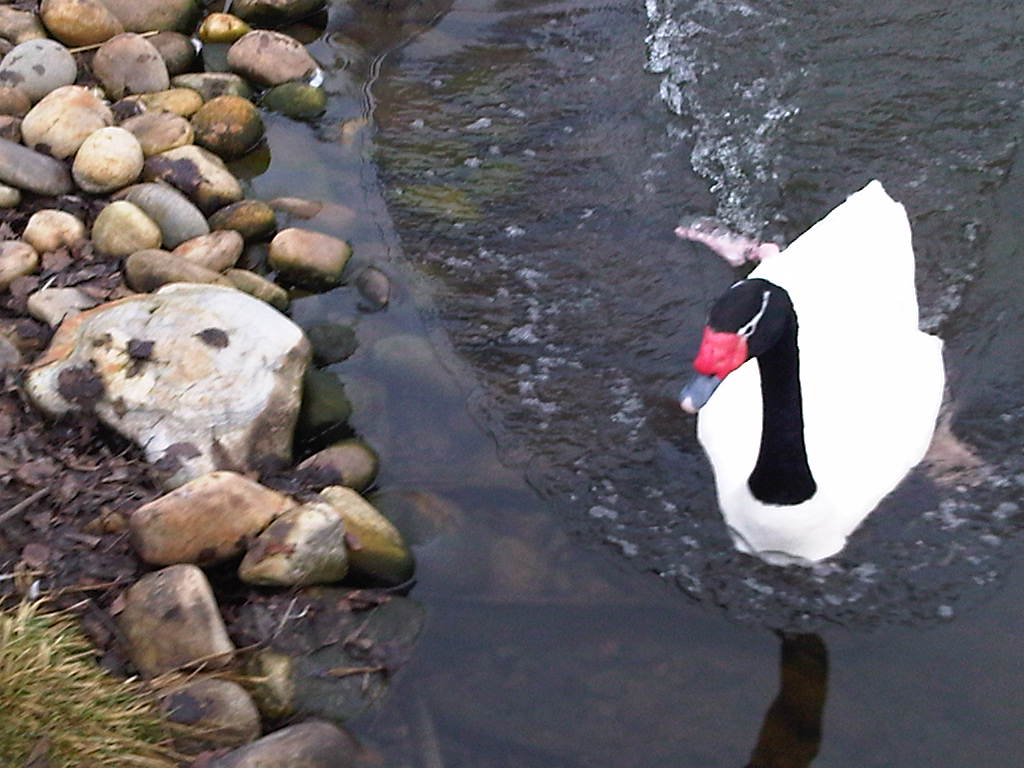
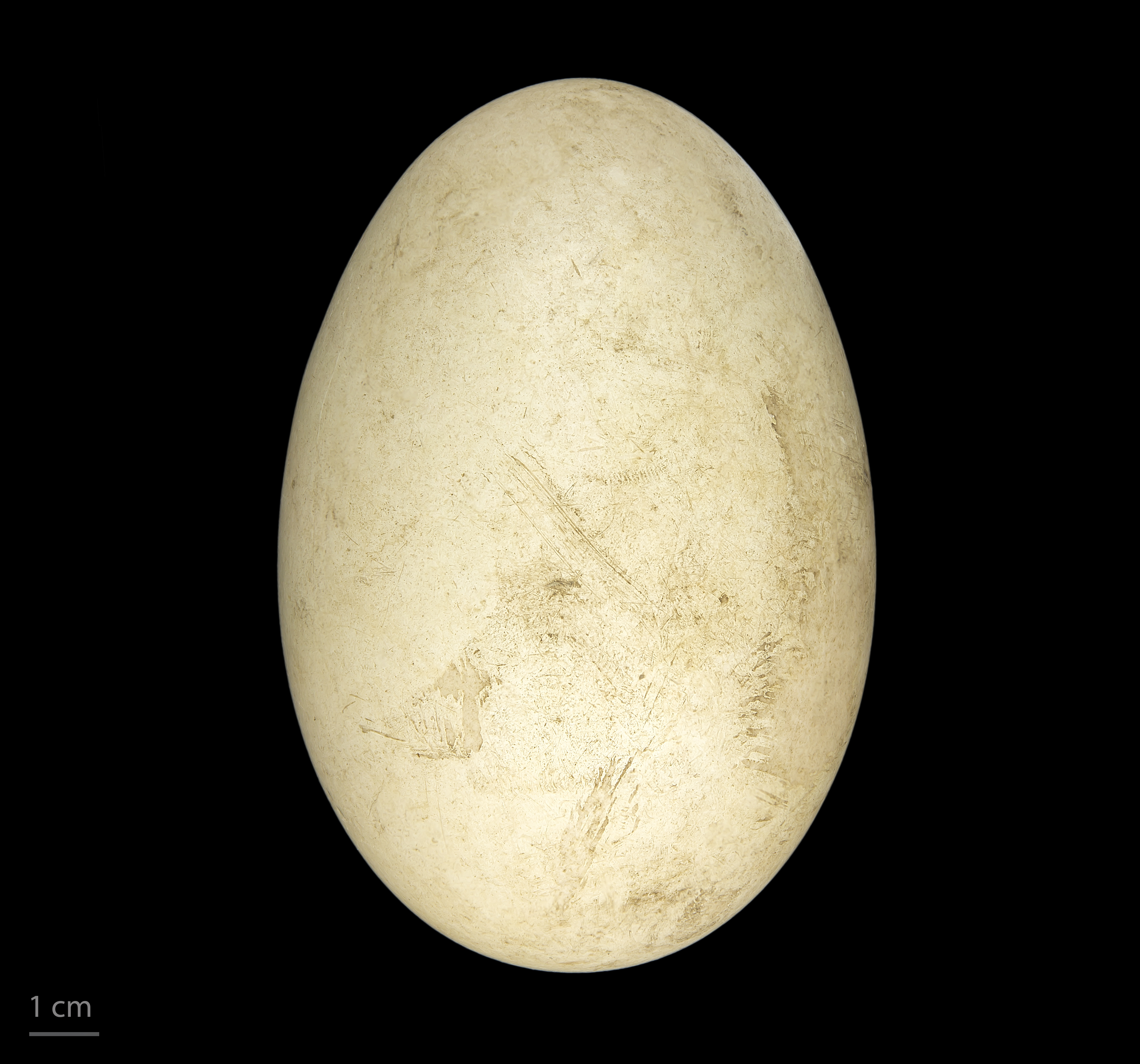
Museum specimen

## Fordítás
- Ez a szócikk részben vagy egészben  a   Schwarzhalsschwan című német Wikipédia-szócikk ezen változatának fordításán alapul.  Az eredeti cikk szerkesztőit annak laptörténete sorolja fel. Ez a jelzés csupán a megfogalmazás eredetét és a szerzői jogokat jelzi, nem szolgál a cikkben szereplő információk forrásmegjelöléseként.